# Семёновское муниципальное образование (Аркадакский район)
Семёновское муниципальное образование — сельское поселение в Аркадакском районе Саратовской области Российской Федерации.
Административный центр — село Семёновка.

## История
Статус и границы сельского поселения установлены Законом Саратовской области от 27 декабря 2004 года № 109-ЗСО «О муниципальных образованиях, входящих в состав Аркадакского муниципального района»

## Население
| 2010  | 2011  | 2012  | 2013  | 2014  | 2015  | 2016  |
| ----- | ----- | ----- | ----- | ----- | ----- | ----- |
| 2294  | ↘2287 | ↘2225 | ↘2129 | ↘2078 | ↘2012 | ↘1965 |
| 2017  | 2018  | 2019  | 2020  | 2021  | 2025  |       |
| ↘1917 | ↘1864 | ↘1837 | ↘1794 | ↘1515 | ↘1394 |       |

## Состав сельского поселения
| № | Населённый пункт      | Тип населённого пункта       | Население |
| - | --------------------- | ---------------------------- | --------- |
| 1 | Красный Полуостров    | село                         | ↘209      |
| 2 | Летяжевка             | село                         | 6         |
| 3 | Летяжевский санаторий | посёлок                      | ↘359      |
| 4 | Памятка               | железнодорожный разъезд      |           |
| 5 | Памятка               | село                         | ↘231      |
| 6 | Семёновка             | село, административный центр | ↘888      |
| 7 | Советский             | посёлок                      | 23        |
| 8 | Чиганак               | село                         | ↘511      |
| 9 | Чистенький            | посёлок                      | 67        |